# Torlóár (hidrológia)

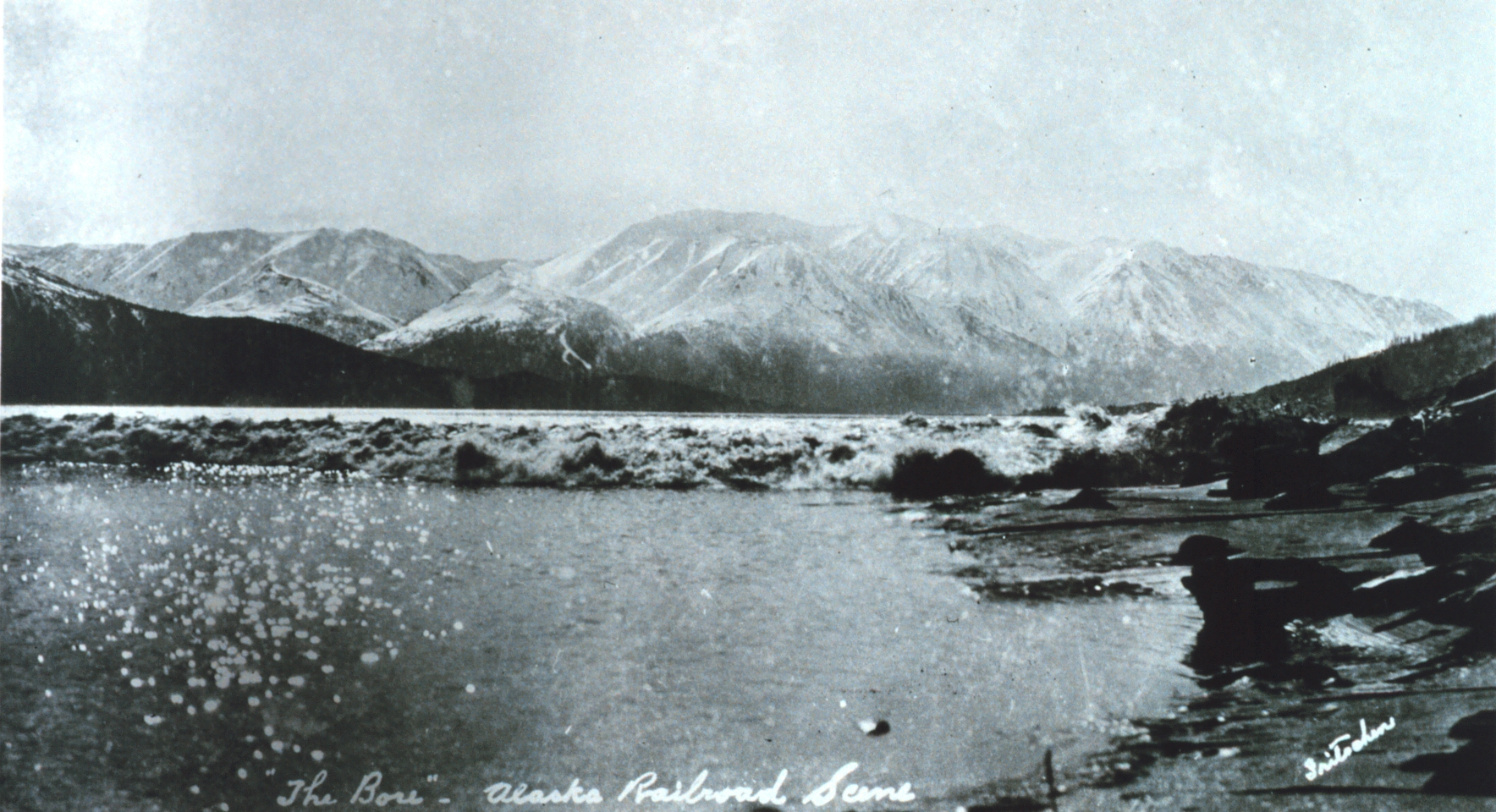
Torlóár Alaszkában

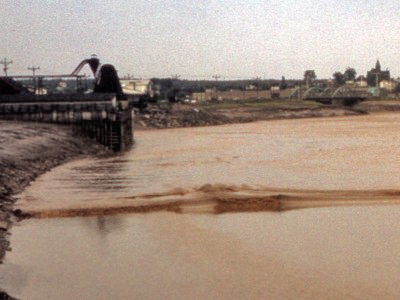
Torlóár a Petitcodiac folyón

A torlóár a hidrológiában az a jelenség, amikor a dagály által kiváltott hullám felhatol egy folyó medrébe. Az emelkedő dagály a vizet benyomja a folyótorkolatba, és az összeszűkülő mederbe egy vagy több hullám hatol be a folyásiránnyal szemben. Torlóár csak néhány helyen keletkezik a világon, ahol különösen magas a dagály, és egy széles öbölből egy szűk folyómederbe nyomul be a víz. Egy nagyobb torlóár a hajóforgalmat is veszélyeztetheti, a szörfösöknek azonban kihívást jelent.

## Folyók, ahol előfordul torlóár
- Csientang, Kína, Hangcsou – a világ legnagyobb torlóára, 8–9 m magas, sebessége eléri a 40 km/h-t.
- Amazonas, Brazília – 4 m magas, 25 km/h gyorsaságú, Pororoca (~robajló víz) néven ismert.
- Petitcodiac, Fundy-öböl, Kanada – Észak-Amerika legnagyobb torlóárja volt, 7–8 m magas. 1968 óta egy gát megépülte miatt azonban lényegesen kisebb.
- Severn, Nagy-Britannia – 2 m magas
- Indus
- Szajna, Franciaország – az 1960-as évekig jelentős torlóár volt (le mascaret), de a mederkotrás miatt gyakorlatilag megszűnt
- Gironde Franciaország – A folyón felvonuló torlóár mára idegenforgalmi látványossággá vált.